# Calycopis atrius
Calycopis atrius is een vlinder uit de familie van de Lycaenidae. De wetenschappelijke naam van de soort werd als Thecla atrius in 1853 gepubliceerd door Gottlieb August Wilhelm Herrich-Schäffer.